# Мурсвілл (Алабама)
Мурсвілл (англ. Mooresville) — місто (англ. town) в США, в окрузі Лаймстоун штату Алабама. Населення — 47 осіб (2020).

## Історія
Мурсвілл перше містечко, включене до Алабами Законодавчими зборами, 16 листопада 1818 року. Все містовходить до Національного реєстру історичних місць, і є одним з найбільш важливих і зберігаємих поселень штату Алабама.
В містечку збереглося багато історичних будинків і будівель.
Поштове відділення Мурсвілла працює в одному й тому ж будинку з 1840 року, і є найстарішою постійно діючою будівлею поштового відділення в штаті Алабама і однією з найстаріших в країні. Диліжанс-Таверна (близько 1821) є найстарішою громадською будівлею в штаті Алабама. Дві церкви — цегляна церква (близько 1839) і Церква Христова (близько 1854), є одними з небагатьох, що залишилися прикладів церковних будівель 19-го століття в штаті.

## Географія
Мурсвілл розташований за координатами 34°37′37″ пн. ш. 86°52′48″ зх. д. / 34.62694° пн. ш. 86.88000° зх. д. (34.626964, -86.879997).  За даними Бюро перепису населення США в 2010 році місто мало площу 0,31 км², уся площа — суходіл.

## Демографія
Згідно з переписом 2010 року, у місті мешкали 53 особи в 23 домогосподарствах у складі 20 родин. Густота населення становила 172 особи/км².  Було 28 помешкань (91/км²).
Расовий склад населення:
| - 94,3 % — білих - 5,7 % — чорних або афроамериканців |

До двох чи більше рас належало 0,0 %. Частка іспаномовних становила 0,0 % від усіх жителів.
За віковим діапазоном населення розподілялося таким чином: 17,0 % — особи молодші 18 років, 64,1 % — особи у віці 18—64 років, 18,9 % — особи у віці 65 років та старші. Медіана віку мешканця становила 52,3 року. На 100 осіб жіночої статі у місті припадало 89,3 чоловіків;  на 100 жінок у віці від 18 років та старших — 83,3 чоловіків також старших 18 років.
Середній дохід на одне домашнє господарство  становив 133 961 долар США (медіана — 99 375), а середній дохід на одну сім'ю — 156 492 долари (медіана — 106 875). 
Цивільне працевлаштоване населення становило 30 осіб. Основні галузі зайнятості: науковці, спеціалісти, менеджери — 53,3 %, виробництво — 10,0 %, транспорт — 6,7 %, роздрібна торгівля — 6,7 %.